# Малые РНК бактерий
Ма́лые РНК бакте́рий (англ. Bacterial small RNAs) — небольшие некодирующие РНК длиной 50—250 нуклеотидов, содержащиеся в клетках бактерий. Как правило, малые РНК бактерий имеют сложную структуру и содержат несколько шпилек. Многочисленные малые РНК были определены в клетках кишечной палочки, модельном патогене Salmonella, азотфиксирующей альфа-протеобактерии Sinorhizobium meliloti, морских цианобактериях, возбудителе туляремии Francisella tularensis, патогене растений Xanthomonas oryzae pathovar oryzae и других бактериях. Для поиска малых РНК в геноме бактерий использовали компьютерный анализ и различные лабораторные методы (нозерн-блот, секвенирование РНК, использование микрочипов).

## Происхождение
Большинство малых РНК бактерий кодируется свободно расположенными генами, локализованными в межгенных участках. Однако известно, что некоторые малые РНК бактерий могут образовываться из 3'-нетранслируемой области мРНК путём независимой транскрипции или нуклеолитического разрезания. Антисмысловые малые РНК могут рассматриваться как цис-кодируемые малые РНК, если существует перекрывание между геном антисмысловой РНК и геном-мишенью, или как транс-кодируемые малые РНК, если ген антисмысловой РНК и ген-мишень отделены друг от друга.

## Функции
Малые РНК бактерий могут либо связывать белки-мишени и изменять их функции, либо мРНК-мишени и регулировать экспрессию генов. Как правило, они функционируют за счёт непосредственного спаривания оснований с РНК-мишенями. На этом основан принцип действия ряд быстрых и чувствительных методов для определения мишеней этих РНК, в частности CopraRNA, IntaRNA, TargetRNA и RNApredator.

### Действие на гены домашнего хозяйства
Среди мишеней малых РНК бактерий есть ряд генов, входящих в число генов домашнего хозяйства. Так, 6S РНК связывается с РНК-полимеразой и регулирует транскрипцию. Транспортно-матричная РНК участвует в синтезе белка, обеспечивая высвобождение рибосом, «зависших» на трансляции мРНК, лишённых стоп-кодона. 4,5S РНК задействована в регуляции частиц распознавания сигнала (англ. signal recognition particle, SRP), необходимых для секреции белков. РНК, входящая в состав РНКазы Р, участвует в созревании тРНК.

### Ответ на стресс
Многие малые РНК бактерий задействованы в регуляции ответа на стресс. Они экспрессируются в стрессовых условиях, например, в условиях холодового шока, недостатка железа, сахаров, в случае активации SOS-ответа. При нехватке азота цианобактерии экспрессируют особую малую РНК — индуцированную азотным стрессом РНК 1 (англ. nitrogen stress-induced RNA 1, NsiR1).

#### Регуляция экспрессии rpoS
Ген rpoS у Escherichia coli кодирует белок сигма 38 — один из сигма-факторов РНК-полимеразы, который регулирует ответ на стрессовые условия и функционирует как транскрипционный регулятор многих генов, участвующих в адаптации клетки. Трансляцию сигма 38 регулируют по меньшей мере три малые РНК: DsrA, RprA и OxyS. DsrA и RprA активируют трансляцию, связываясь с лидерной последовательностью за счёт спаривания оснований и тем самым не давая образоваться шпильке, препятствующей связыванию рибосомы. OxyS, напротив, подавляет трансляцию. Уровень DsrA повышается в ответ на низкие температуры и осмотический стресс, уровень RprA — в ответ на осмотический стресс и стресс, связанный с поверхностью клетки, таким образом, в ответ на эти условия уровень сигма 38 повышается. Уровень OxyS увеличивается в ответ на окислительный стресс, поэтому в этих условиях экспрессия гена rpoS подавляется.

#### Регуляция белков внешней мембраны
Внешняя мембрана у грамотрицательных бактерий служит барьером, препятствующим попаданию токсинов внутрь клетки, и играет ключевую роль в выживании бактерий в самых разнообразных условиях. В число белков внешней мембраны (англ. outer membrane proteins, OMPs) входят порины и адгезины. Экспрессия этих белков регулируется многочисленными малыми РНК. Порины OmpC и OmpF отвечают за транспорт метаболитов и токсинов через мембрану. Экспрессия этих двух белков регулируется малыми РНК MicC и MicF в ответ на стрессовые условия. Белок внешней мембраны OmpA прикрепляет внешнюю мембрану к муреиновому слою, расположенному в периплазматическом пространстве. Его экспрессия отрицательно регулируется в стационарной фазе роста. У E. coli уровень OmpA уменьшает малая РНК MicA, а у Vibrio cholerae синтез OmpA в ответ на стресс подавляется посредством малой РНК VrrA.

### Вирулентность
У некоторых бактерий малые РНК регулируют гены вирулентности. У Salmonella островок патогенности кодирует малую РНК InvR, которая подавляет синтез главного белка внешней мембраны OmpD. Другая коактивируемая малая РНК, DapZ, подавляет синтез транспортёров олигопептидов Opp/Dpp, локализованных во внешней мембране. Малая РНК SgrS регулирует экспрессию секретируемого эффекторного белка SopD. У Staphylococcus aureus РНКIII регулирует ряд генов, участвующих в синтезе токсинов, ферментов и поверхностных белков. У Streptococcus pyogenes малые РНК FasX и Pel кодируются локусами, ассоциированными с вирулетностью. Pel активирует синтез поверхностных и секретируемых белков.

### Чувство кворума
У бактерий рода Vibrio малая РНК Qrr и шаперон Hfq участвуют в регуляции чувства кворума. Qrr регулирует синтез нескольких белков, в том числе основных регуляторов чувства кворума — LuxR и HapR.